# Station Massy-Europe
Massy-Europe is een station met een tramtrein bediend door Tramlijn 12 van de Tram van Île-de-France gelegen in de Franse gemeente Massy in het departement Essonne.
Het is een onbeheerde stopplaats (PANG) met gratis toegang. Het heeft twee perrons. Het is uitgerust met schuilplaatsen op elk van de perrons en automaten voor het kopen en afstempelen van tickets. Het is een station dat "zelfstandig" toegankelijk is voor mensen in een rolstoel, dankzij hellingen. De sporen worden gekruist via een doorgang onder de sporen en liften. Sinds 9 december 2023 wordt het bediend door de tramlijn T12, een tramtreinlijn die het station Évry - Courcouronnes verbindt met het station Massy - Palaiseau. De perrons van het station liggen in oost-west oriëntatie, direct aan de spoorlijn van de Grande Ceinture de Paris. Massy-Europe maakt deel uit van een multimodaal knooppunt in aanbouw. Er is een verbinding gepland tussen de tramtrein en de toekomstige TCSP Massy - Les Champarts TCSP, een snelbusverbinding aangelegd op vrijliggende busbanen. Ook wordt het knooppunt bediend door lijn 319 van het RATP-busnetwerk bij de halte Galvani-Sud.
Het station biedt directe toegang tot de economische activiteitszone Massy-Europe, die een winkelcentrum Carrefour, de gemengde ontwikkelingszone Atlantis en de ontwikkelingszone Bonde omvat.

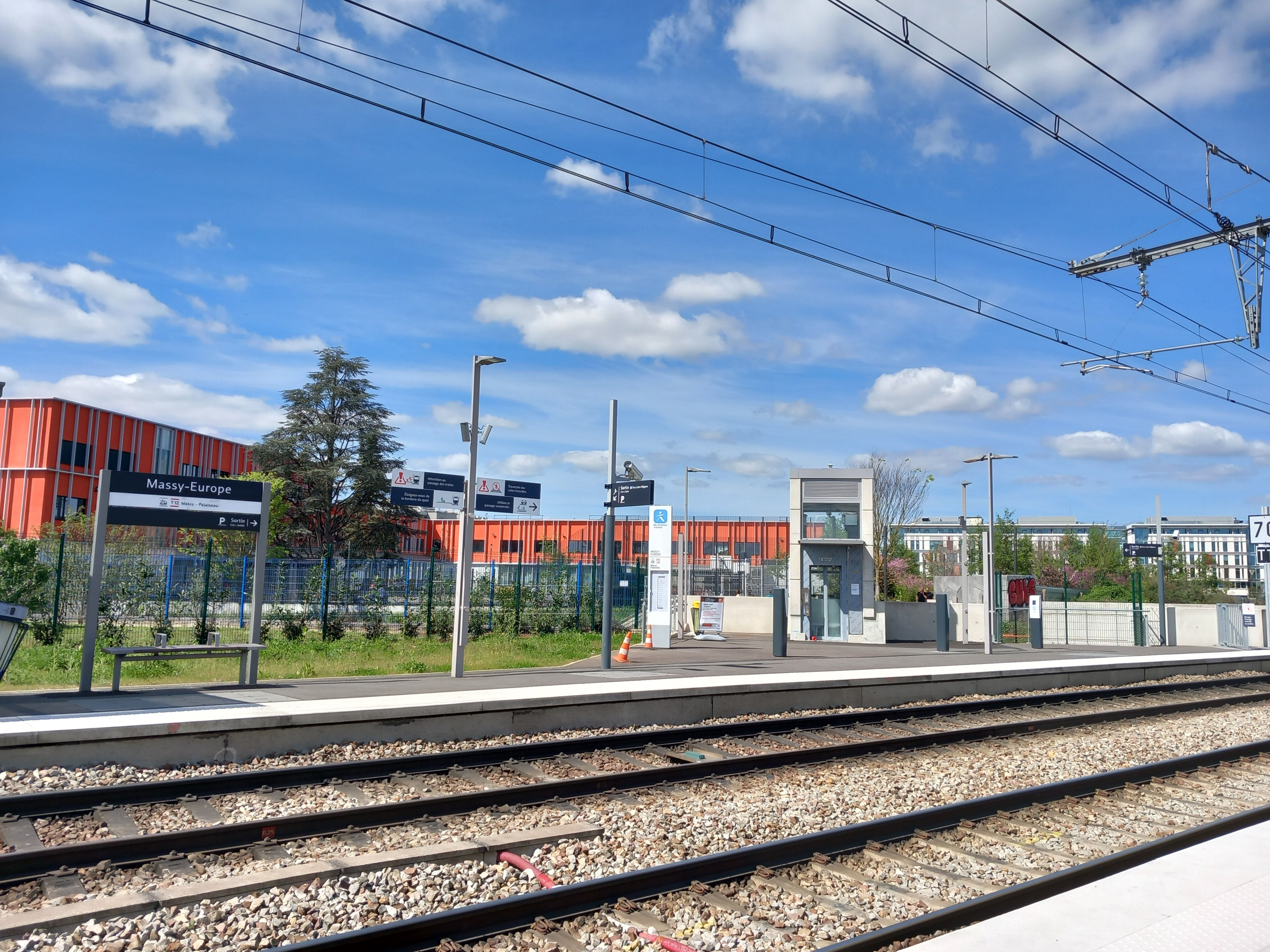
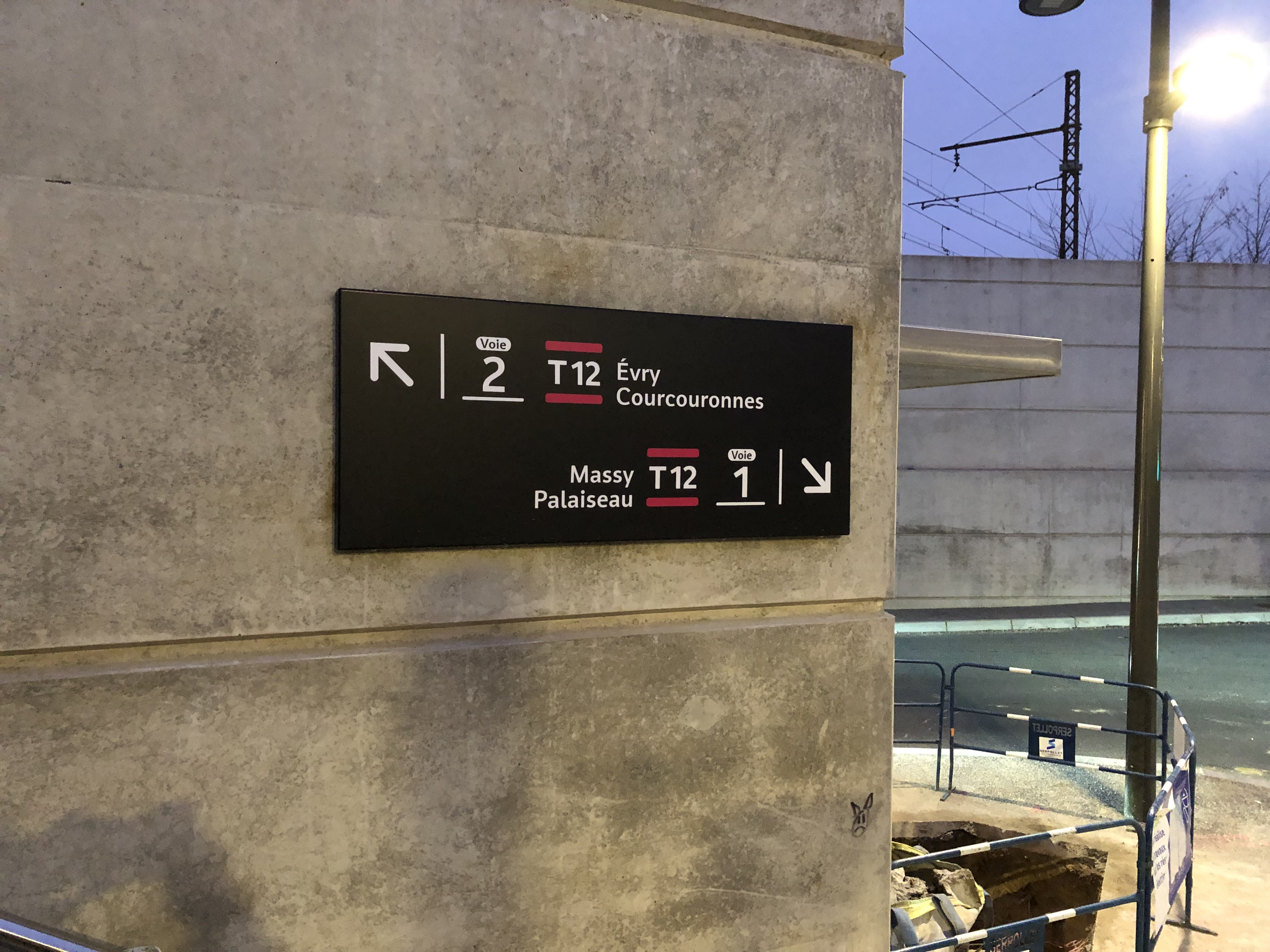
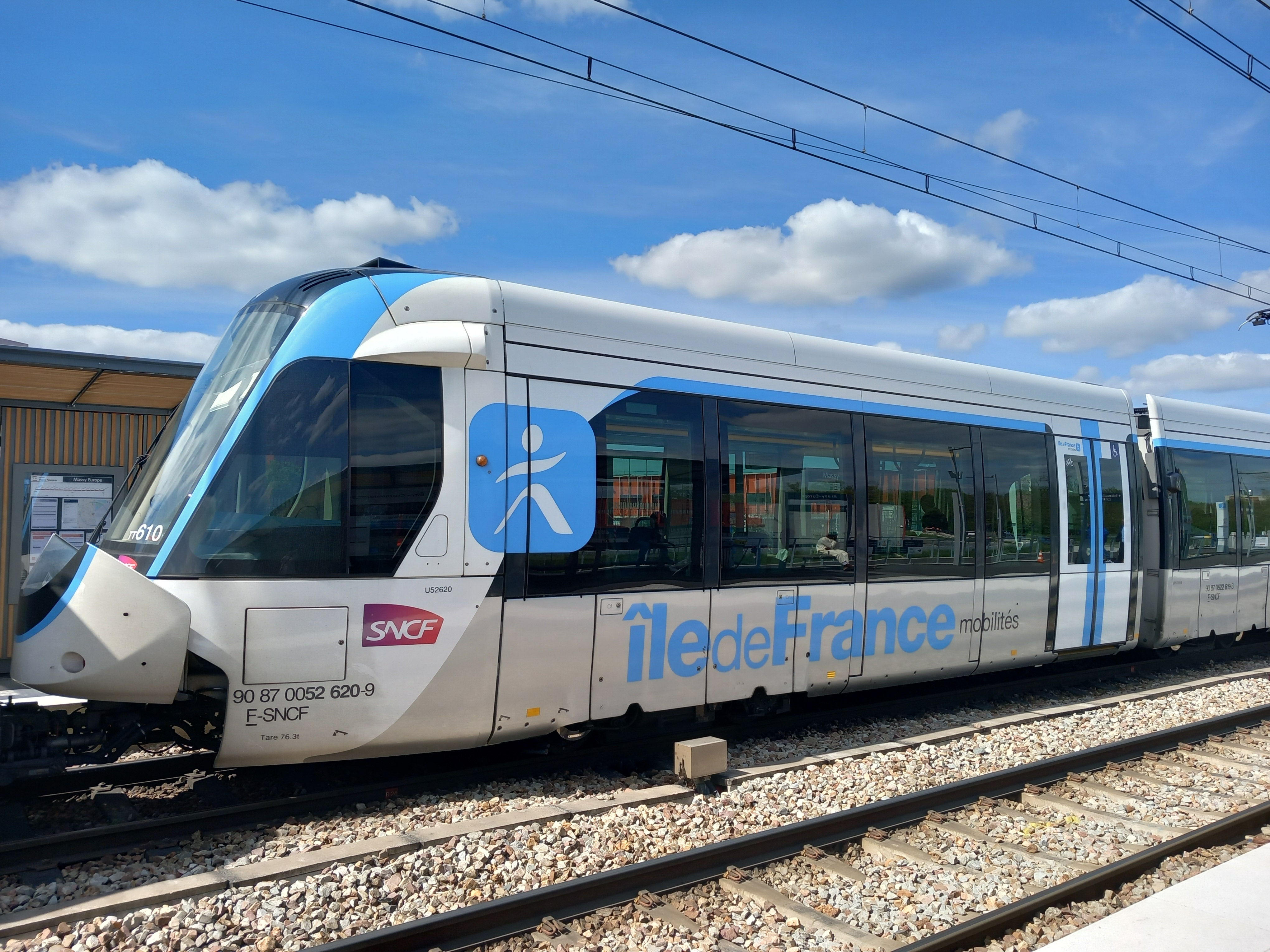
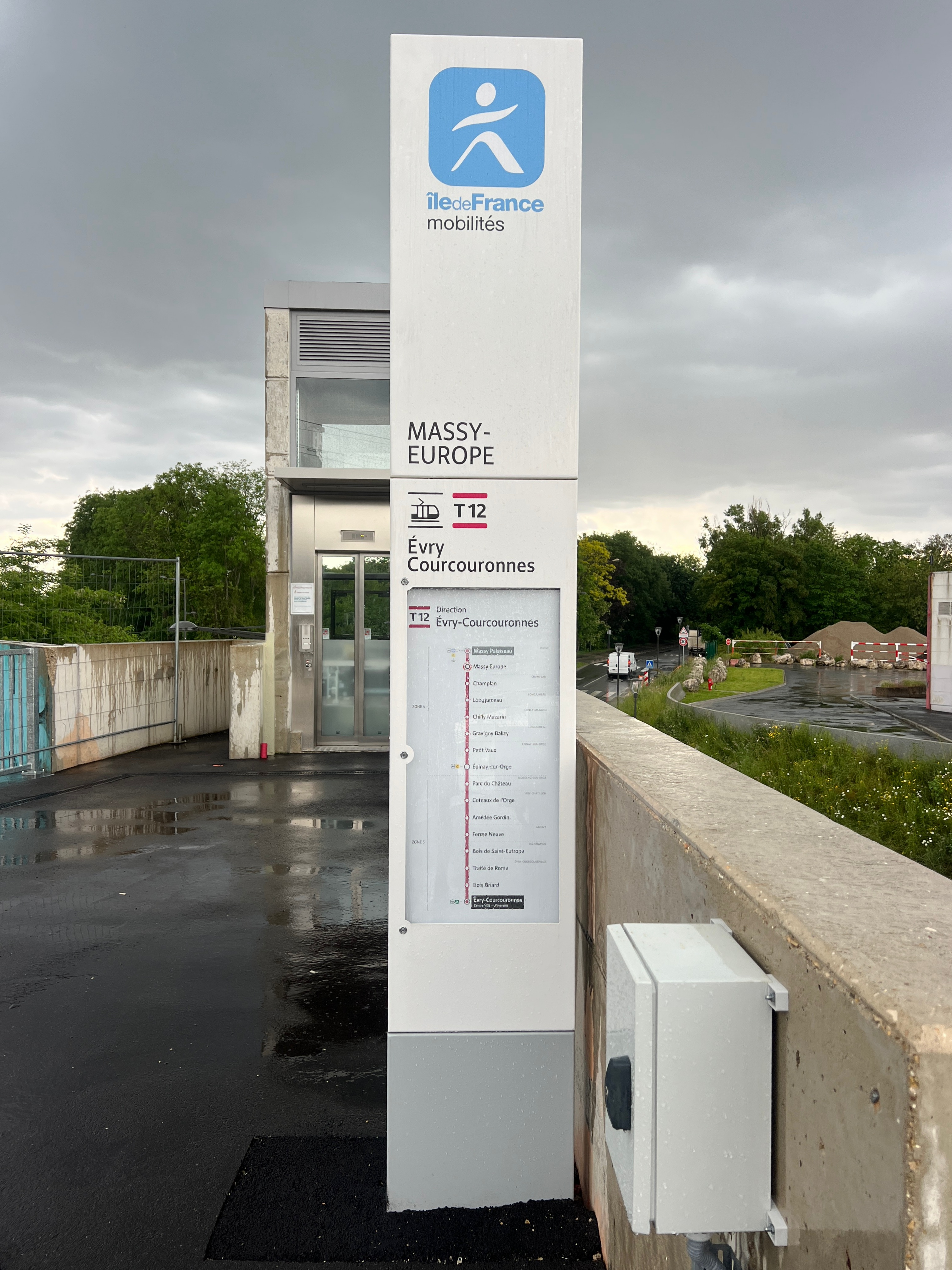